# موشلان تپه (اسماعیل‌آباد)
موشلان تپه (اسماعیل‌آباد) مربوط به هزاره ۵ قبل از میلاد است و در شهرستان ساوجبلاغ، بخش مرکزی، روستای اسماعیل‌آباد واقع شده و این اثر در تاریخ ۵ دی ۱۳۵۶ با شمارهٔ ثبت ۱۵۴۴ به‌عنوان یکی از آثار ملی ایران به ثبت رسیده است.